# 十字架を担うキリスト (ティツィアーノ、プラド美術館)
『十字架を担うキリスト』（じゅうじかをになうキリスト、西: Cristo con la Cruz a cuestas、露: Христос, несущий крест、英: Christ Carrying the Cross）は、イタリア・ルネサンス期のヴェネツィア派の巨匠ティツィアーノ・ヴェチェッリオが晩年の1565年ごろにキャンバス上に油彩で制作した絵画で、マドリードのプラド美術館に所蔵されている。元来、初代レガネース侯爵ディエゴ・フェリペ・デ・グスマンにより1637-1642年にイタリアで購入され、1666年にスペインの王室コレクションに入った。この絵画と同様の構図の複製がサンクトペテルブルクのエルミタージュ美術館に所蔵されている。なお、ティツィアーノはほかにも『十字架を担うキリスト』を描いており、それらはプラド美術館とヴェネツィアのサン・ロッコ大同信会に所蔵されているが、サン・ロッコ大同信会の『十字架を担うキリスト』はジョルジョーネの手になるという見方もある。

## 構図
「マタイによる福音書」、「マルコによる福音書」、「ルカによる福音書」によれば、イエス・キリストの十字架を背負わされたのはキレネ人のシモンであった。「ヨハネによる福音書」(19章17節) にのみ、キリストが重い十字架を背負って、ゴルゴタの丘を登ったと伝えられている。

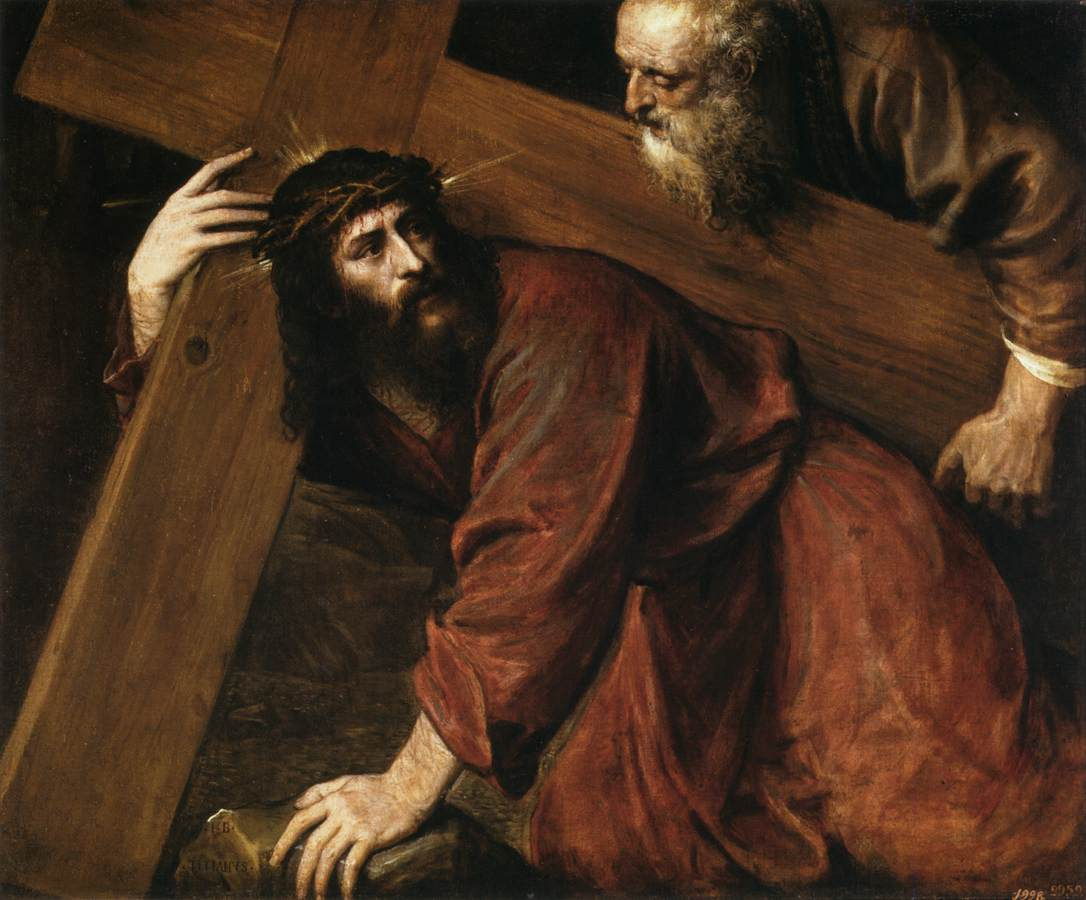
ティツィアーノ『十字架を担うキリスト』 (1560年)、プラド美術館、マドリード

ルネサンス期の絵画には、十字架を担ってゴルゴタの丘へ向かうキリストを描いたものが数多くある。それらは、キリスト1人を表したもの、キリストと彼を攻撃する処刑人を表したもの、キリストを兵士、好奇心旺盛な見物人や従者とともに表したものなどがあり、シモンも比較的よく描かれている。しかし、本作のようにキリストとシモンだけを表した作品は、ヴェネツィアでもほかのヨーロッパの地域でも例外的である。ティツィアーノの『十字架を担うキリスト』以前に同様の構図の作品が見られないことはティツィアーノがそれを創始したということを示唆しており、おそらくフェリペ2世 (スペイン王) の提唱によるものである。エル・エスコリアル修道院にあった個人礼拝堂のために、キリストとシモンだけが登場する別の『十字架を担うキリスト』 (1560年、プラド美術館) を依頼したのはフェリペ2世であった。王の奨励によりティツィアーノはほかのヴァージョンを制作するべく促され、1565年ごろに本作が制作された。

## 作品
『十字架を担うキリスト』はティツィアーノが70歳代に描いた晩年の作品で、筆致は大胆であり、色調はほとんどモノクロームに近い。とはいえ、実際には、複雑な色が微妙に重ねられており、色彩によって事物の量感を描き出す技量に加え、キリストの爪や茨の冠の先端の輝きに見られるように、画家晩年の作品に特徴的な短い筆触による卓越した光の扱い方が際立つ作品である。
『ヴェネツィアの画家たちの伝記 (Le Maraviglie dell'arte)』 (1646-1648年) を著したカルロ・リドルフィによれば、シモンはティツィアーノの友人のモザイク画家フランチェスコ・ツッカートの肖像であるといわれている。老人が明確に個性をもって表されていることや、指輪をしていることがその伝承を裏づける。ツッカートは自身をシモンとして描かせることにより、キリストへの信仰とキリストのように苦難を受ける願望を視覚化することができたにちがいない。
シモンがフランチェスコ・ツッカートであるというリドルフィの主張はエルミタージュ美術館にある作品にもとづいているが、シモンの顔はプラド美術家の作品でも同じである。プラド美術館にある作品は、ツッカート自身のために描かれたにちがいない。エルミタージュ美術館の複製 (後に上下左右に拡大されている) は、1576年のティツィアーノの死に際しアトリエに遺されていたものであり、1581年にティツィアーノの遺産相続者からバルバリーゴ家に買い取られたものだからである (1850年にバルバリーゴ家からエルミタージュ美術館に購入された)。

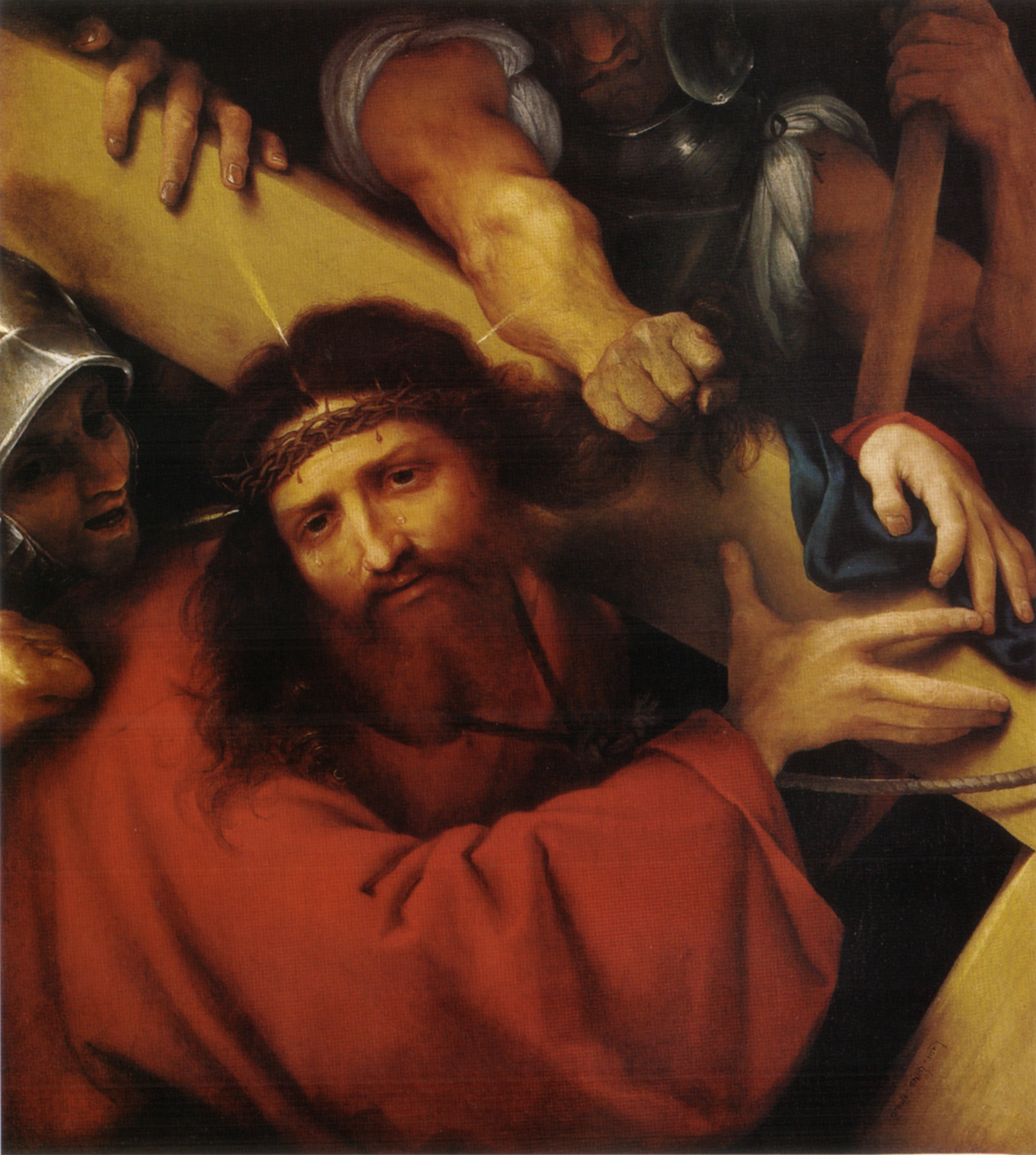
ロレンツォ・ロット『十字架を担うキリスト』 (1526年)、ルーヴル美術館、パリ

フェリペ2世のために1560年に制作された、本作とは別の『十字架を担うキリスト』では、キリストが倒れる姿とゴルゴタの丘が遠景に描かれている。それとは対照的に、ティツィアーノは本作で物語的要素を最小限にしている。さらに、キリストと彼に手を貸すキレネのシモンの2人が画面のきわめて手前に表されており、ティツィアーノの作品の中でも異例の構図となっている。前景にクローズアップで人物を配置するというのはティツィアーノの作品では例外的であるが、ヴェネツィア派にはロレンツォ・ロットの『十字架を担うキリスト』 (ルーヴル美術館、パリ) のような前例がある。
この構図により、ティツィアーノは十字架の対角線にいるシモンとキリストを接近させ、彼らの関係を密にしているばかりでなく、キリストを中心に据えた劇的な効果を強調している。キリストの受難を示す事物である首に巻かれたロープと茨の冠、顔の上の血の滴りが目立つように描かれているのである。しかし、最も感動的な要素はキリストの涙に濡れた視線であり、それは鑑賞者をまっすぐに見つめ、彼の受難を共有するよう嘆願するものとなっている。